# Leão da Peônia

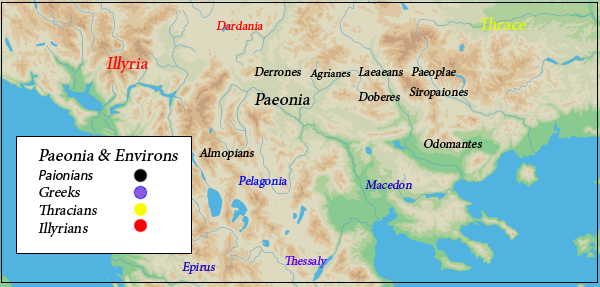
Peônia, tribos e arredores

Leão (grego: Λέων), (278 a.C. – 250 a.C.) foi um antigo rei peônio, pai de Dropião. 